# Fatma Sultan (con của Selim I)
Fatma Sultan (tiếng Thổ Nhĩ Kỳ Ottoman: فاطمہ سلطان‎; trước 1494 – sau 1571), còn được viết là Fatima Sultan, là một công chúa thời kỳ Đế quốc Ottoman. Bà là con gái của Sultan Selim I, và có lẽ là chị em ruột với Sultan Suleiman I.

## Thân thế
Fatma Sultan là con gái của sultan Selim I, vua thứ 9 của đế quốc Ottoman. Mẹ của bà được cho là sủng thiếp Hafsa Sultan, người sau này là Valide Sultan (tương đương Thái hậu) đầu tiên của triều Ottoman, cũng là mẹ của sultan kế vị Suleiman I. Tuy nhiên, Alderson (1956) và Uluçay (1985) đều không nhắc đến mẹ của Fatma là ai.
Nếu Fatma thật sự là con của cung tần Hafsa, thì bà là chị em ruột với công chúa Hatice Sultan và vua Suleiman I, đồng thời cả hai công chúa phải sinh trước Suleiman, vì hậu cung Ottoman có luật, các cung tần đã hạ sinh con trai thì sẽ không được ngủ cùng với nhà vua nữa (nhưng không hạn chế số lần cô ta sinh được con gái trước khi sinh được con trai).
Người chồng đầu tiên của Fatma là Mustafa Pasha, sanjak-bey (danh hiệu cho người cai trị một sanjak, tương đương "quận") của Antalya, không rõ kết hôn vào năm nào. Tuy nhiên, cuộc hôn nhân này không hạnh phúc, khi Mustafa là người đồng tính và không đoái hoài đến Fatma. Trong một bức thư gửi vua cha, Fatma đã khẩn xin nhà vua được hồi cung vì những đau khổ mà bà phải chịu đựng:
“Con đã rơi vào tay một kẻ đối xử với con còn tệ hơn cả loài chó. Từ khi bước chân tới đây, con chưa hề có lấy một giờ nào hạnh phúc, con chưa từng được khoác lên mình một bộ áo choàng nào. Con như trở lại từ cõi chết, và sống như một góa phụ…. Thưa bệ hạ, người cha kính yêu của con, hãy để con được mặc lên tấm vải len thô thay cho sự man rợ này, hãy để con được ăn bánh mì lúa mạch, chỉ cần cho con được nương tựa dưới bóng của Người.”

Công chúa Fatma cũng ly hôn với Mustafa Pasha. Một thời gian sau, bà tái hôn với Tể tướng Kara Ahmed Pasha, trở thành Đại Tể tướng trong khoảng năm 1553–1555. Cuối tháng 9 năm 1555, Ahmed bị xử tử theo lệnh của Suleiman I. Nhiều suy đoán cho rằng, vụ hành quyết tể tướng Ahmed là âm mưu của bộ ba Rüstem Pasha, Mihrimah Sultan và Hurrem Sultan (lần lượt là con rể, con gái và chính cung của Suleiman I), động cơ nhằm mục đích đưa Rüstem trở lại vị trí Đại Tể tướng. Không có ghi chép về thông tin những người con giữa Fatma với Ahmed.

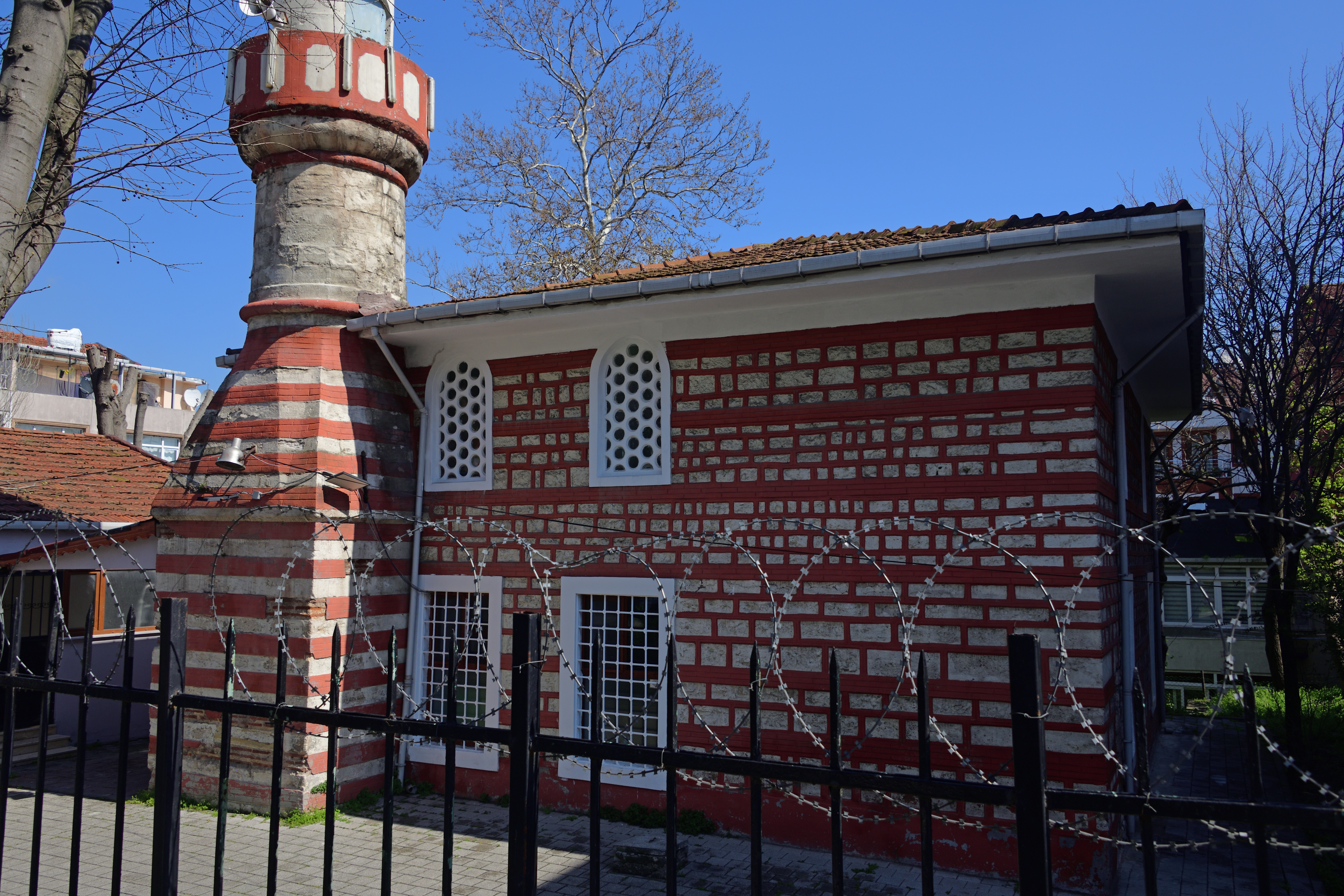
Bên ngoài Nhà thờ Hồi giáo Fatma Sultan

Khoảng một thời gian sau, Fatma đã lấy Hadim Ibrahim Pasha (mất năm 1562), một Kapi agha (Tổng thái giám) dưới thời Suleiman I, làm chồng mình, xem ông như “người bạn ở kiếp sau”. Không rõ vì sao mà Fatma lại chọn kết hôn với một hoạn quan, vì đối với công chúa con của sultan, một cuộc hôn nhân như vậy được xem là điều kỳ quặc.
Không rõ công chúa Fatma qua đời vào năm nào. Theo Öztuna (2006), Fatma mất vào năm 1556, tức không lâu sau khi Ahmed bị hành quyết. Aldreson chỉ cho biết rằng Fatma mất sau năm 1553. Fatma cho xây nhà thờ Hồi giáo mang tên mình vào khoảng năm 1571 (hiện tọa lạc tại khu Topkapı, huyện Fatih, tỉnh Istanbul), do đó bà vẫn còn sống thêm khoảng 15 năm sau cái chết của người chồng thứ hai.
Công chúa Fatma được chôn cất trong một nghĩa trang nằm ở sân ngoài của Nhà thờ Hồi giáo Kara Ahmed Pasha, bên ngoài tẩm mộ của tể tướng Ahmed (Istanbul).